# Respetable Logia Altuna
La historia de la Respetable Logia Altuna se remonta al 17 de mayo de 1932, cuando se instaló en la ciudad de San Sebastián la Respetable Logia Altuna n.° 15, bajo obediencia del Grande Oriente Español, siendo sus tres luces José Julián Bellido y Rodríguez como Venerable Maestro, Ricardo Vera Salas como Primer vigilante y Ángel Heras Maíz como Segundo Vigilante. Esta logia masónica se mantuvo operativa entre 1932 y 1936, cuando fue cerrada violentamente por las tropas nacionalistas, al final de la guerra civil española. La Respetable Logia Altuna n.° 15 habría inspirado su nombre en la persona de Manuel Ignacio Altuna y Portu (1722-1762), insigne ilustrado nacido en el azcoitiarra Palacio de Portu, impulsor de la Real Sociedad Bascongada de Amigos del País, miembro de la Compañía Guipuzcoana de Caracas y amigo de Rousseau.
La Respetable Logia Altuna n.° 15 contó entre sus filas con miembros ilustres de la sociedad donostiarra de la época, como el director del Observatorio Meteorológico de Igueldo, Mariano Doporto Marchori, el fotógrafo alemán Willy Koch, a la sazón cónsul de Alemania en San Sebastián, el que fuera alcalde de la ciudad en 1935, José Martínez Ubago o el dirigente de Izquierda Republicana Fermín Vega de Seoane, entre otros muchos.
Uno de los hitos más importantes en la corta historia de esta logia, fue la creación junto con las logias labortanas La Zelée y L´Etoile de Labourd de la Logia antifascista Espartaco, constituida en el pueblo de Bayona bajo la obediencia del Gran Oriente de Francia. Ocupó el cargo de Venerable Maestro Pinéde de La Zelée, como Primer Vigilante Labarrère de L´Etoile de Labourd, siendo el resto de cargos ocupados por miembros de Altuna n.° 15. La Logia Espartaco jugó un importante papel tras el inicio de la Guerra Civil, pues acogió a un importante número de refugiados españoles, masones o no.
La labor iniciada por la Logia Altuna n.° 15 continúa vigente a través de la Respetable Logia Altuna n.° 52, perteneciente a la Gran Logia Simbólica Española, que inició sus actividades en el año 2001, heredando el nombre y la tradición de la primitiva logia donostiarra. La Respetable Logia Altuna n.° 52 se define como "decana de la masonería donostiarra", siendo una logia liberal o adogmática, de corte librepensador, humanista y progresista; es mixta (admite a hombres y mujeres) y sus reuniones tienen lugar en San Sebastián una vez al mes, realizando sus trabajos conjuntamente con miembros compartidos con otras obediencias masónicas y siguiendo el Rito Escocés Antiguo y Aceptado. Recientemente ha publicado un libro titulado "Memoria de una Luz - Argi baten Memoria" que recoge la historia de la original Logia Altuna n.° 15 y que pretende rehabilitar la memoria y el buen nombre de sus integrantes.

## Enlaces de interés
- Gran Logia Simbólica Española
- Respetable Logia Altuna n.° 52